# Ignace le Diacre
Ignace le Diacre est un clerc et écrivain byzantin ayant vécu dans la première moitié du IXe siècle.

## Biographie
Il fait l'objet d'une notice dans la Souda, et d'autre part on conserve de lui une correspondance substantielle. Sa biographie n'en est pas moins difficile à reconstituer. Trois historiens s'y sont récemment attelés : Cyril Mango, Stephanos Efthymiadis et Georgios Makris.
Selon G. Makris, il serait né vers 795 et mort peu après 870. Les deux autres s'en tiennent à une interprétation plus classique d'un passage souvent cité de la Vie du patriarche Taraise (§69, 5-16): Ignace aurait été l'un de ses tachygraphes, ce qui suppose de le faire naître nettement plus tôt. C. Mango propose 775/780, et peu après 847 pour la date de sa mort. Son lieu de naissance est peut-être la Paphlagonie.
Selon la Souda, Ignace a occupé les fonctions de diacre, de sacristain (σκευοφύλαξ) de la cathédrale Sainte-Sophie, de métropolite de Nicée et de γραμματικός. Il a forcément été métropolite pendant la période du second iconoclasme (815-843), probablement après Inger, métropolite de Nicée connu par une lettre de Théodore Studite (n° 313), et qui a dû mourir peu après 822. Il paraît avoir renoncé à l'épiscopat avant 843 pour devenir moine sur l'Olympe de Bithynie. Après le rétablissement de l'orthodoxie, le patriarche Méthode le fit reléguer dans le monastère de Pikridion (à l'extrémité de la Corne d'Or). Il semble naturel de penser qu'il a été diacre et σκευοφύλαξ avant son accession à l'épiscopat ; mais ces deux titres, qui figurent dans les manuscrits des Vies dont il est l'auteur, paraissent se rapporter à la fin de sa carrière et non au début. En fait, Ignace était diacre avant 815, et c'est ensuite la seule de ses ordinations que les orthodoxes ont considérée comme valide. S. Efthymiadis date son mandat de σκευοφύλαξ du pontificat du patriarche Nicéphore (806-815), mais C. Mango pense qu'il a été nommé à ce poste par Méthode, peu avant sa mort, après être rentré en grâce.

## Œuvre
Malgré son engagement temporaire dans l'iconoclasme, il est le biographe des deux patriarches iconodules d'entre les deux périodes iconoclastes, sous lesquels il a servi : Taraise et Nicéphore ; et aussi d'un saint défenseur des icônes : Grégoire le Décapolite. La quatrième Vie qui lui est attribuée est celle de Georges d'Amastris. Les deux Vies de patriarches sont écrites dans un style très littéraire, celle de Nicéphore étant la plus longue, tandis que les deux autres sont écrites plus simplement. À la fin de la Vie de Nicéphore, l'auteur regrette son égarement passager dans l'iconoclasme, ce qui permet de dater le texte d'après 843.
Il a aussi composé un dialogue versifié sur la chute d'Adam, les Στίχοι εἰς τὸν Άδάμ (avec Dieu, Adam, Ève et le serpent), et une paraphrase en tétrastiques des Fables d'Ésope, dans un style pédant et obscur. Selon la Souda, il avait également écrit des poèmes satiriques contre Thomas le Slave, et « beaucoup d'autres ouvrages ».
La correspondance, conservée dans un manuscrit unique du XIe siècle (Vatoped. 588), comprend soixante-trois lettres d'Ignace lui-même et une d'un de ses destinaires fréquents, le chartophylax Nicéphore. Elle va de l'épiscopat d'Ignace, dans les années 820, aux années d'après 843. Sa valeur documentaire est grande : on y trouve des informations concernant l'administration d'un évêché, la vie religieuse, l'économie et la culture de l'époque.

## Éditions et bibliographie
- Georgios Makris (éd.), Michael Chronz (trad.), Ignatios Diakonos und die Vita des heiligen Gregorios Dekapolites (texte et commentaire du premier, traduction allemande du second), Byzantinisches Archiv Band 17, Teubner, Stuttgart et Leipzig, 1997.
- Stephanos Efthymiadis (éd.), The Life of the Patriarch Tarasios by Ignatios the Deacon (introduction, texte, traduction anglaise et commentaire), Birmingham Byzantine and Ottoman Monographs 4, Ashgate, Aldershot, 1998.
- Cyril Mango (éd.), The Correspondence of Ignatios the Deacon (texte, traduction anglaise et commentaire, avec la collaboration de S. Efthymiadis), Corpus Fontium Historiæ Byzantinæ 39, Dumbarton Oaks Research Library and Collection 11, Washington D.C., 1997.
- La Vie de Nicéphore se trouve dans l'éd. De Boor des Opuscula historica du patriarche (Leipzig, 1880).
- La chute d'Adam: éd. C. F. Miller, Kiel, 1886.